# Wilhelm Becker
Wilhelm Becker (31 de dezembro de 1920 - 12 de março de 1945) foi um oficial alemão que serviu durante a Segunda Guerra Mundial. Foi condecorado com a Cruz de Cavaleiro da Cruz de Ferro.

## Condecorações
| Cruz de Ferro 2ª Classe                              |
| Cruz de Ferro 1ª Classe                              |
| Cruz de Cavaleiro da Cruz de Ferro 4 de maio de 1944 |